# Brachypogon peregrinator
Brachypogon peregrinator är en tvåvingeart som först beskrevs av Edwards 1928.  Brachypogon peregrinator ingår i släktet Brachypogon och familjen svidknott. Inga underarter finns listade i Catalogue of Life.